# Champ pétrolifère de Niscota
Le champ pétrolifère de Niscota est un champ pétrolifère situé dans le département d'Huila, en Colombie, dans le bassin supérieur du río Magdalena. 

## Production
Le champ pétrolifère de Niscota est la propriété à parts égales d'Ecopetrol et BP. BP y prévoit un investissement de 100 millions de dollars.
Il pourrait avoir des réserves de 900 millions de barils, et Ecopetrol pense qu'il pourrait produire 250 000 barils par jour à l'horizon 2010. 